# Mount (UNIX)
mount（マウント）とは、オペレーティングシステムからファイルシステムを使えるようにするための手続きのことである。
典型的なmount手順では、ストレージからあるデータ構造をメモリー中に読み込む。
mountという言葉は、初期の計算機で磁気テープやハードディスクを使う前に利用者が軸にそれを設置(mount)したというのに由来している。
mountにより他のファイルシステムを使えるようにした点のことをmount point（マウントポイント）と言う。
なお、コンピュータ用語としての「マウント」という用語自体はUNIX系のものだけと誤解されがちであるが、広義の意味合いでは「任意のディスクストレージ上に構築されたファイルシステムを認識可能な状態にし、適切な手続きなしでは切り離し不可能な状態にすること」である（勿論、マウントできるファイルシステムは当該のオペレーティングシステムが理解可能なものに限られる）。